# Skeleton-America’s-Cup 2011/12
Der Skeleton-America’s-Cup 2011/12 war eine von der Fédération Internationale de Bobsleigh et de Tobogganing (FIBT) veranstaltete Rennserie im Skeleton. Er wurde zum insgesamt zwölften Mal ausgetragen und umfasste acht Wettbewerbe auf drei verschiedenen Kunsteisbahnen.
Der America’s-Cup gehörte, ebenso wie der Europacup, zum Unterbau des Weltcups und des Intercontinentalcups. Die Ergebnisse flossen in das FIBT-Skeleton-Ranking 2011/12 ein.

## Startplätze
Die Quotenplätze für die einzelnen nationalen Verbände wurden anhand des FIBT-Rankings aus der Vorsaison vergeben. Bei den Frauen konnte der kanadische und US-amerikanische Verband jeweils vier Athletinnen, bei den Männern der kanadische, US-amerikanische, japanische und südkoreanische Verband jeweils vier Athleten einsetzen. Alle übrigen Nationalverbände aus Amerika, Asien und Ozeanien durften bis zu drei Athleten an den Start bringen, Verbände aus Europa und Afrika bis zu zwei Athleten.

## Männer

### Veranstaltungen
| Datum             | Ort         | Sieger       | Zweiter         | Dritter         |
| ----------------- | ----------- | ------------ | --------------- | --------------- |
| 10. November 2011 | Park City   | Paul Fraser  | Ian Mills       | John Worden     |
| 11. November 2011 | Park City   | Paul Fraser  | Mike Dellemann  | John Worden     |
| 17. November 2011 | Calgary     | Ben Sandford | Paul Fraser     | Greg Maidment   |
| 18. November 2011 | Calgary     | Ben Sandford | Paul Fraser     | Ian Mills       |
| 1. Dezember 2011  | Lake Placid | Ben Sandford | Austin McCrary  | Mike Dellemann  |
| 2. Dezember 2011  | Lake Placid | Ben Sandford | Mike Dellemann  | Greg Maidment   |
| 29. März 2012     | Lake Placid | Kyle Tress   | Greg West       | Ander Mirambell |
| 30. März 2012     | Lake Placid | Kyle Tress   | Ander Mirambell | Travis Brockway |

### Gesamtstand
| Platz | Sportler                  | Land               | PAC 1 | PAC 2 | CAL 1 | CAL 2 | LAP 1 | LAP 2 | LAP 3 | LAP 4 | Punkte |
| ----- | ------------------------- | ------------------ | ----- | ----- | ----- | ----- | ----- | ----- | ----- | ----- | ------ |
| 01    | Ian Mills                 | Kanada             | 02    | 04    | 05    | 03    | 04    | 04    | 05    | 06    | 400    |
| 02    | Ben Sandford              | Neuseeland         | –     | –     | 01    | 01    | 01    | 01    | –     | –     | 300    |
| 03    | Paul Fraser               | Kanada             | 01    | 01    | 02    | 02    | –     | –     | –     | –     | 280    |
| 04    | Mike Dellemann            | Vereinigte Staaten | –     | 02    | 07    | 05    | 03    | 02    | –     | –     | 268    |
| 05    | Bradley Chalupski         | Israel             | 10    | 11    | 12    | 13    | 07    | 05    | 09    | 09    | 267    |
| 06    | Austin McCrary            | Vereinigte Staaten | 12    | 10    | 04    | 07    | 02    | 06    | –     | –     | 253    |
| 07    | Ryan Sweeney              | Vereinigte Staaten | 07    | 13    | 13    | 06    | 13    | 12    | –     | 05    | 243    |
| 08    | John Worden               | Kanada             | 03    | 03    | –     | 04    | 09    | 07    | –     | –     | 232    |
| 09    | Yuk Jun-sung              | Südkorea           | 16    | 14    | 13    | 08    | 14    | 11    | 12    | 11    | 218    |
| 10    | Mitchell Danbe            | Vereinigte Staaten | 10    | 12    | 09    | 10    | 05    | –     | –     | –     | 171    |
| 11    | Jarle Johannessen         | Norwegen           | 08    | 08    | 15    | 12    | 15    | 13    | –     | –     | 170    |
| 12    | Lee Han-sin               | Südkorea           | 14    | 18    | 19    | 18    | 16    | 16    | 13    | 16    | 156    |
| 13    | Yuuki Tanifuji            | Japan              | 04    | 06    | 11    | 09    | –     | –     | –     | –     | 154    |
| 14    | Kyle Tress                | Vereinigte Staaten | –     | –     | –     | –     | –     | –     | 01    | 01    | 150    |
| 15    | Greg Maidment             | Kanada             | –     | –     | 03    | –     | 06    | 03    | –     | –     | 150    |
| 16    | Rasmus Ottosson           | Schweden           | 13    | 07    | 14    | 16    | 17    | 15    | –     | –     | 148    |
| 17    | Mizuke Watanabe           | Japan              | 06    | 05    | 10    | 11    | –     | –     | –     | –     | 147    |
| 18    | Linus Ottosson            | Schweden           | 15    | 15    | 16    | 15    | 11    | 14    | –     | –     | 140    |
| 19    | Kim Tae-rae               | Südkorea           | 18    | 17    | 18    | 17    | 12    | 10    | –     | –     | 128    |
| 20    | Ander Mirambell           | Spanien            | –     | –     | –     | –     | –     | –     | 03    | 02    | 120    |
| 21    | Alexis Morris             | Kanada             | 05    | 09    | 08    | –     | –     | –     | –     | –     | 115    |
| 22    | Travis Brockway           | Kanada             | –     | –     | –     | –     | –     | –     | 04    | 03    | 105    |
| 23    | Greg West                 | Vereinigte Staaten | 09    | –     | –     | –     | –     | –     | 02    | –     | 099    |
| 24    | Jonathan Chu              | Kanada             | –     | –     | –     | 14    | 08    | 09    | –     | –     | 094    |
| 25    | Alex Ivanov               | Vereinigte Staaten | –     | –     | –     | –     | –     | –     | 06    | 04    | 090    |
| 26    | Marco Rohrer              | Schweiz            | –     | –     | –     | –     | –     | –     | 07    | 07    | 076    |
| 27    | Michael Coutts            | Neuseeland         | –     | –     | –     | –     | 10    | 08    | –     | –     | 068    |
| 28    | Barrett Martineau         | Kanada             | –     | –     | –     | –     | –     | –     | 11    | 10    | 062    |
| 29    | Sean Greenwood            | Kanada             | –     | –     | –     | –     | –     | –     | 10    | 11    | 062    |
| 30    | Takashi Kikuchi           | Japan              | 17    | 20    | 17    | 19    | –     | –     | –     | –     | 062    |
| 31    | Cho Yeong-sam             | Südkorea           | –     | –     | –     | –     | –     | –     | 14    | 13    | 050    |
| 32    | José Ignacio Fazio        | Argentinien        | –     | –     | 22    | 22    | –     | –     | 19    | 18    | 048    |
| 33    | Park Gyung-min            | Südkorea           | 19    | 19    | 21    | 21    | –     | –     | –     | –     | 048    |
| 34    | Christopher Arnold        | Australien         | –     | –     | –     | –     | –     | –     | 16    | 14    | 044    |
| 35    | Nicholas Timmings         | Australien         | –     | –     | –     | –     | –     | –     | 17    | 15    | 040    |
| 36    | Nils Lapere               | Australien         | –     | –     | –     | –     | –     | –     | 15    | 17    | 040    |
| 37    | Allen Blackwell           | Vereinigte Staaten | –     | –     | –     | –     | –     | –     | 08    | –     | 036    |
| 38    | Derek Pirtle              | Vereinigte Staaten | –     | –     | –     | –     | –     | –     | –     | 08    | 036    |
| 39    | Kim Ban-seok              | Südkorea           | –     | –     | –     | –     | 018   | 017   | –     | –     | 034    |
| 40    | Pascal Nitzlnader         | Liechtenstein      | 20    | 16    | –     | –     | –     | –     | –     | –     | 032    |
| 41    | Jonatan Fernández Quevedo | Spanien            | –     | –     | –     | –     | –     | –     | 20    | 19    | 026    |
| 42    | Pablo Romero-Reyes        | Mexiko             | –     | –     | 20    | 20    | –     | –     | –     | –     | 024    |
| 43    | Troy Harris               | Australien         | 21    | 21    | –     | –     | –     | –     | –     | –     | 020    |
| 44    | Dean Timmings             | Australien         | –     | –     | –     | –     | –     | –     | 18    | –     | 016    |
| 45    | Chase Seamans             | Vereinigte Staaten | –     | –     | –     | –     | –     | dsq   | –     | –     | 0      |
| 45    | Scott Ballard             | Australien         | –     | –     | –     | –     | –     | –     | –     | dnf   | 0      |
| 45    | Luis Carrasco             | Mexiko             | –     | –     | –     | –     | dnf   | dns   | –     | –     | 0      |

## Frauen

### Veranstaltungen
| Datum             | Ort         | Siegerin          | Zweite          | Dritte           |
| ----------------- | ----------- | ----------------- | --------------- | ---------------- |
| 10. November 2011 | Park City   | Cassie Hawrysh    | Eiko Nakayama   | Randee Brookes   |
| 11. November 2011 | Park City   | Cassie Hawrysh    | Randee Brookes  | Madison Charney  |
| 17. November 2011 | Calgary     | Cassie Hawrysh    | Randee Brookes  | Madison Charney  |
| 18. November 2011 | Calgary     | Cassie Hawrysh    | Randee Brookes  | Elisabeth Vathje |
| 1. Dezember 2011  | Lake Placid | Katharine Eustace | Cassie Hawrysh  | Madison Charney  |
| 2. Dezember 2011  | Lake Placid | Katharine Eustace | Madison Charney | Cassie Hawrysh   |
| 29. März 2012     | Lake Placid | Melissa Hoar      | Randee Brookes  | Laura Deas       |
| 30. März 2012     | Lake Placid | Melissa Hoar      | Laura Deas      | Lauren Salter    |

### Gesamtstand
| Platz | Sportlerin                      | Land                         | PAC 1 | PAC 2 | CAL 1 | CAL 2 | LAP 1 | LAP 2 | LAP 3 | LAP 4 | Punkte |
| ----- | ------------------------------- | ---------------------------- | ----- | ----- | ----- | ----- | ----- | ----- | ----- | ----- | ------ |
| 01    | Cassie Hawrysh                  | Kanada                       | 01    | 01    | 01    | 01    | 02    | 03    | –     | –     | 420    |
| 02    | Randee Brookes                  | Kanada                       | 03    | 02    | 02    | 02    | –     | –     | 02    | 06    | 355    |
| 03    | Madison Charney                 | Kanada                       | 04    | 03    | 03    | 04    | 03    | 02    | –     | –     | 330    |
| 04    | Meghan Sullivan                 | Vereinigte Staaten           | 10    | 08    | 07    | 06    | 06    | 05    | 06    | 05    | 316    |
| 05    | Elisabeth Vathje                | Kanada                       | 08    | 05    | 05    | 03    | 11    | 07    | –     | –     | 249    |
| 06    | Blair Tomten                    | Vereinigte Staaten           | 07    | 09    | 06    | 08    | 05    | 06    | –     | –     | 233    |
| 07    | Eiko Nakayama                   | Japan                        | 02    | 04    | 04    | 05    | –     | –     | –     | –     | 210    |
| 08    | Megan Henry                     | Vereinigte Staaten           | 09    | –     | –     | –     | –     | 04    | 04    | 07    | 172    |
| 09    | Savannah Graybill               | Vereinigte Staaten           | 06    | 05    | 08    | 09    | –     | –     | –     | –     | 155    |
| 10    | Rie Yonekura                    | Japan                        | 04    | 07    | 09    | 10    | –     | –     | –     | –     | 154    |
| 11    | Katharine Eustace               | Neuseeland                   | –     | –     | –     | –     | 01    | 01    | –     | –     | 150    |
| 11    | Melissa Hoar                    | Australien                   | –     | –     | –     | –     | –     | –     | 01    | 01    | 150    |
| 13    | Michelle Despain-Hoeger         | Argentinien                  | 14    | 13    | 14    | 14    | –     | –     | 14    | 13    | 148    |
| 14    | Rindy Anne Loucks               | Jamaika                      | –     | –     | 10    | 07    | 09    | 10    | –     | –     | 136    |
| 15    | Erika Riedl                     | Schweiz                      | –     | –     | –     | –     | 10    | 11    | 09    | 09    | 130    |
| 16    | Laura Deas                      | Vereinigtes Königreich       | –     | –     | –     | –     | –     | –     | 03    | 02    | 120    |
| 17    | Mai Kobayashi                   | Japan                        | 11    | 10    | 13    | 13    | –     | –     | –     | –     | 114    |
| 18    | Katie Tannenbaum                | Amerikanische Jungferninseln | 12    | 12    | 12    | 12    | –     | –     | –     | –     | 112    |
| 19    | Morgan Tracey                   | Vereinigte Staaten           | –     | 11    | 11    | –     | 04    | –     | –     | –     | 110    |
| 20    | Sharri Emery                    | Vereinigte Staaten           | –     | –     | –     | 11    | 06    | 09    | –     | –     | 104    |
| 21    | Carli Brockway                  | Kanada                       | –     | –     | –     | –     | –     | –     | 05    | 04    | 095    |
| 22    | Tania Lydia Valdespino Palacios | Mexiko                       | 13    | 14    | 15    | 15    | –     | –     | –     | –     | 094    |
| 23    | Lauren Salter                   | Vereinigte Staaten           | –     | –     | –     | –     | –     | –     | 07    | 03    | 093    |
| 24    | Jaclyn LaBerge                  | Kanada                       | –     | –     | –     | –     | 08    | 08    | –     | –     | 072    |
| 25    | Veronica Day                    | Vereinigte Staaten           | –     | –     | –     | –     | –     | –     | 08    | 08    | 072    |
| 26    | Amanda Ruller                   | Kanada                       | –     | –     | –     | –     | –     | –     | 10    | 10    | 064    |
| 27    | Alaina Marlatt                  | Kanada                       | –     | –     | –     | –     | –     | –     | 11    | 11    | 060    |
| 28    | Yoo Hee-jeong                   | Südkorea                     | –     | –     | –     | –     | –     | –     | 13    | 12    | 054    |
| 29    | Jaclyn Narracott                | Australien                   | –     | –     | –     | –     | –     | –     | 12    | 14    | 052    |
| 30    | Jade Martin                     | Australien                   | –     | –     | –     | –     | –     | –     | 15    | 15    | 044    |